# 養玉院
養玉院（ようぎょくいん）は東京都品川区西大井5丁目にある天台宗の寺院である。山号は帰命山、本尊は釈迦如来。

## 概要
かつて上野（台東区）にあった養玉院と芝高輪（港区）にあった如来寺の2寺が1926年に合併して成立した。前身2寺院の名称をとって「帰命山養玉院如来寺（きみょうざんようぎょくいんにょらいじ）」と号する。宗教法人としての登録名は「養玉院」であるが、「養玉院如来寺」、「如来寺」とも呼ばれる。
五智如来堂の瑞應殿（ずいおうでん）には五智如来像（大日如来、薬師如来、宝生如来、阿弥陀如来、釈迦如来）が安置されている。五智如来とは密教の主尊である大日如来の有する5種の智恵を象徴したものである。5体とも像高約3メートルで、「大井の大佛（おおいのおおぼとけ）」として親しまれている。ただし、薬師如来像以外は享保10年（1725年）と延享2年（1745年）の火災で焼失、その後再興された。
対馬藩・宗氏、大和高取藩・植村氏の歴代の墓がある。
迎え盆の8月13日には、境内に約1000個の堤灯に火を灯し、千灯供養が行われる。

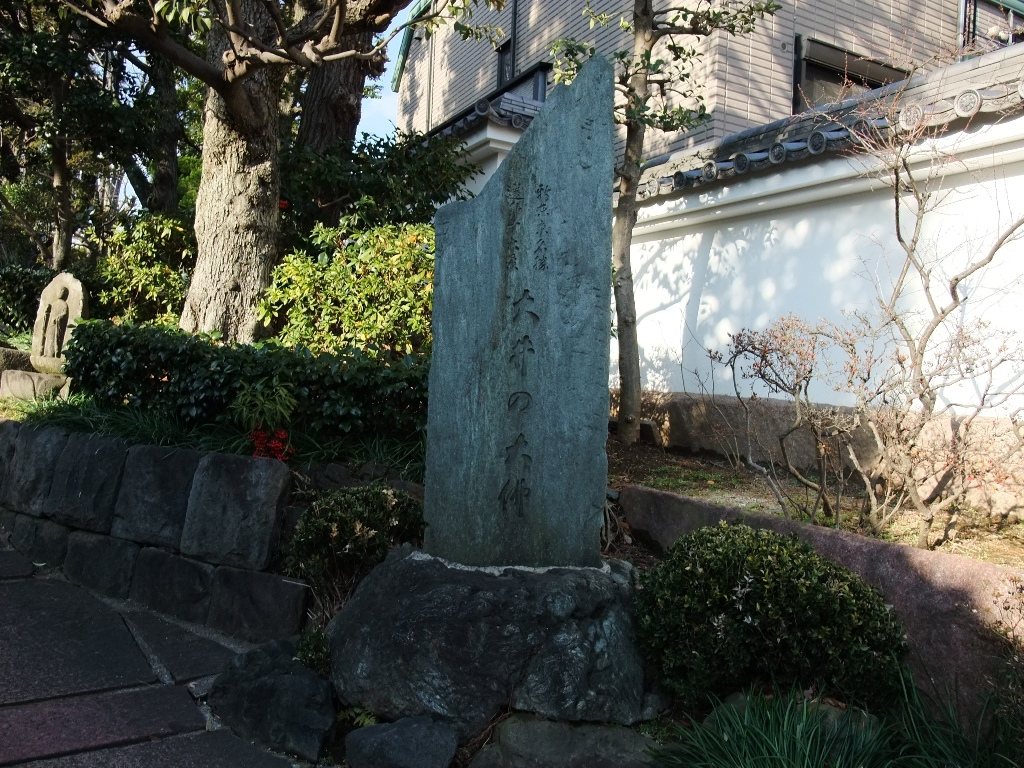
入口には大井の大佛とある
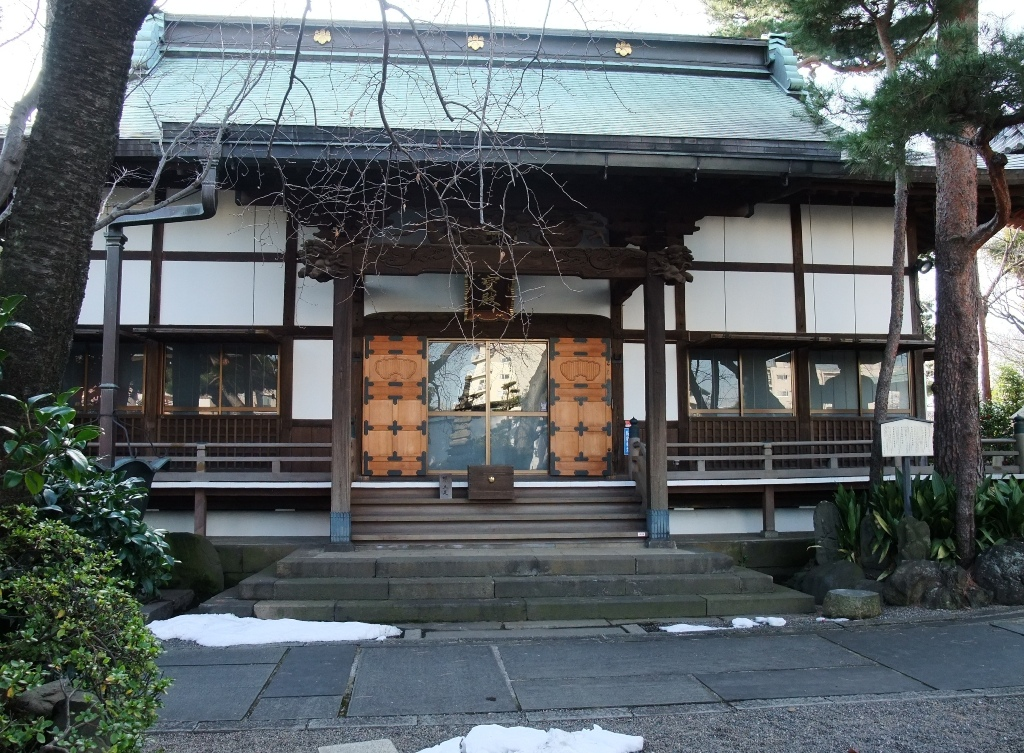
本堂
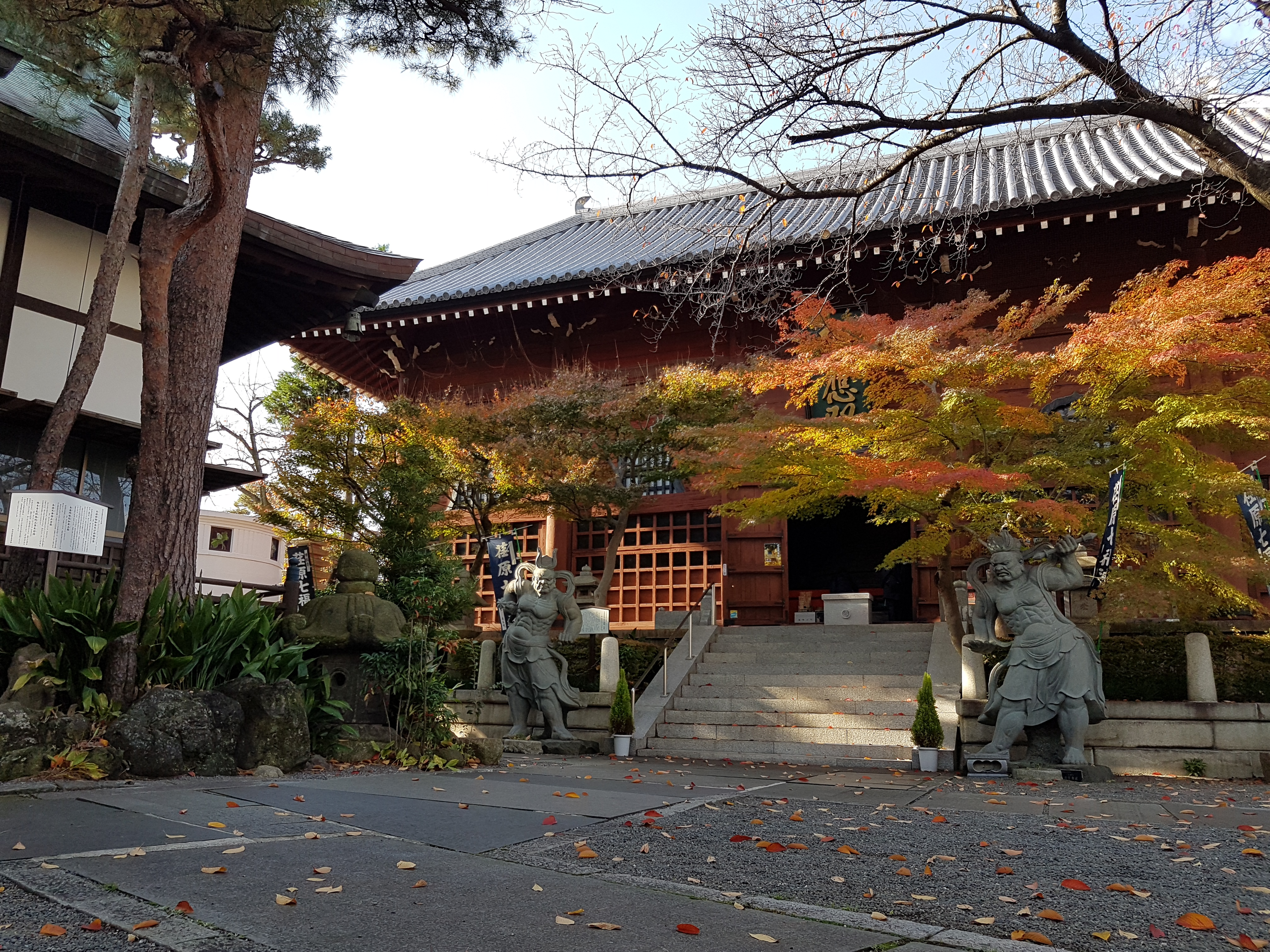
瑞應殿
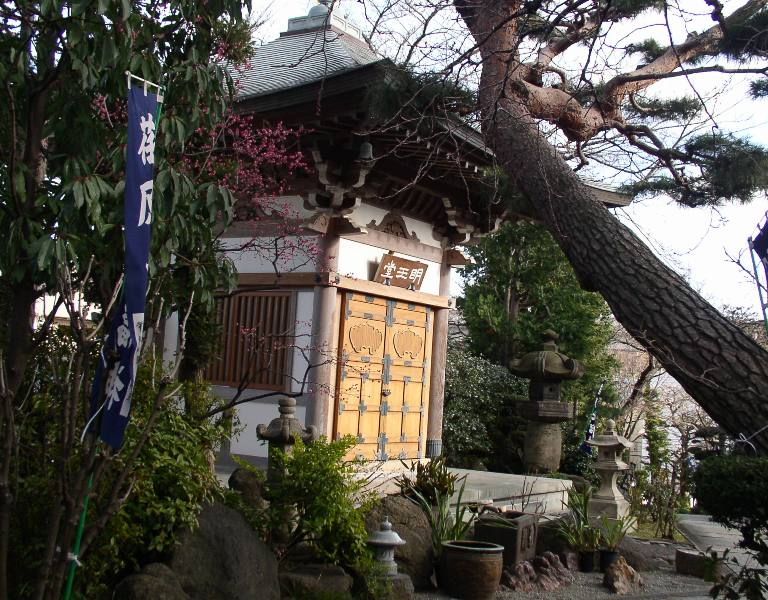
明王堂
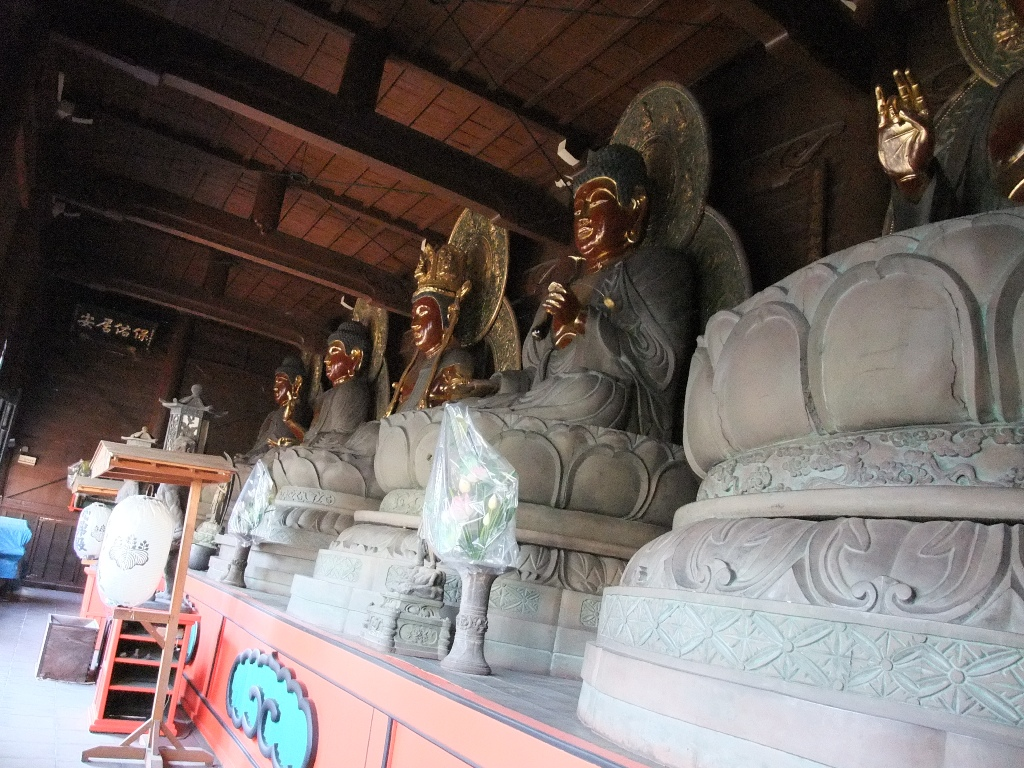
木造五智如来坐像

## 歴史
元はそれぞれ別の地域にあった養玉院と如来寺という2つの寺院であった。

### 養玉院
金光山養玉院大覚寺と号する。前身は平安時代創建と伝える三藐院（さんみゃくいん）という寺であったが、江戸城築城に際し下谷村忍岡（現在の台東区上野公園）に移転。徳川家三代に仕えた天海によって建立された寛永寺山内に寺地を拝領して寛永3年（1626年）に三明院と改称。天海を開基、その弟子の賢海を初代とする。当院は対馬の宗家の菩提寺となり、寛文3年（1663年）に対馬府中藩2代藩主宗義成の正室の院号をとって養玉院と改称した。なお、賢海と宗義成の正室とは、ともに公家日野資勝の子である。元禄11年（1698年）に下谷坂本に移転。同地が鉄道用地となったため、大正11年（1922年）、大井に移転し、大正15年（1926年）に帰命山如来寺と合併した。

### 如来寺
帰命山仏性院如来寺と号する。現在地に移転する以前は芝高輪にあり、寛永13年（1636年）に木喰但唱によって開創された。但唱によって造立された五智如来像が安置され、「高輪の大仏」として知られていた。明治41年（1908年）に現在地に移転。隣接地に移転していた養玉院と大正15年（1926年）に合併した。

## 札所

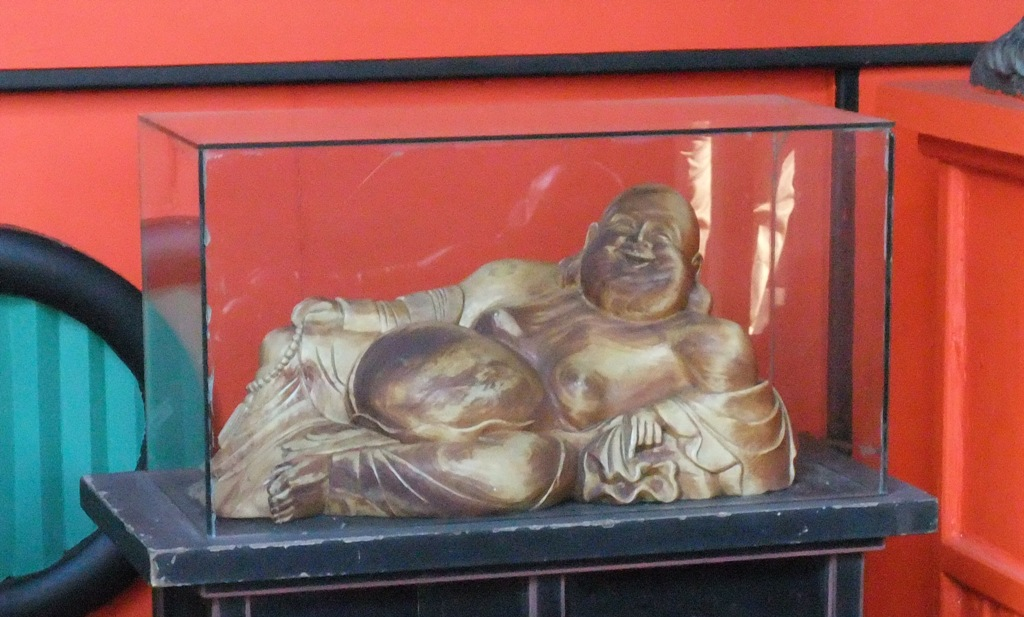
布袋尊

品川区荏原七福神 - 布袋尊

## 文化財

### 東京都有形文化財
- 高輪車町及び如来時門前絵図 古文書
- 紙本着色仏涅槃図 絵画[1]

### 品川区指定文化財
- 絹本着色阿弥陀三尊来仰図
- 木造釈迦如来及び両脇侍像 彫刻第4号 3躯
- 木造阿弥陀如来立像 彫刻第5号 1躯
- 木造天海僧正座像 彫刻第6号 1躯
- 木造五智如来坐像 彫刻第7号 5躯
- 木造念海和尚像 彫刻第18号
- 石造線刻地蔵菩薩座像 彫刻第20号